# 426

426(사백이십육)은 425보다 크고 427보다 작은 자연수다.

## 수학
- 합성수로, 그 약수는 1, 2, 3, 6, 71, 142, 213, 426이다. 진약수의 합은 438이므로, 426은 과잉수다.
  - 제곱 인수가 없는 22번째 과잉수다. 이 성질을 지닌 앞의 수는 402, 다음 수는 438이다. (OEIS의 수열 A087248)
- 48번째 쐐기수다. 앞의 쐐기수는 418, 다음 쐐기수는 429다.
- 33번째 불가촉수다. 앞의 불가촉수는 408, 다음은 430이다.
- 6번째 삼십각수다. 앞의 삼십각수는 285, 다음은 595다.
- {\displaystyle 5^{10}-1}은 426으로 나누어떨어진다.

## 과학·기술
- NGC 426(영어판): 고래자리 방향에 있는 타원형 세이퍼트 은하.
- 426 히포(영어판): 소행성.
- 코스모스 426호(영어판): 소련의 인공위성.

## 교통

### 항공
- 엘알 이스라엘 항공 426편 납치 사건

### 철도
- 수도권 전철 4호선 서울역의 역번호.

### 도로
- 국도
  - 일본 426번 국도(일본어판): 효고현 도요오카시에서 교토부 후쿠치야마시까지 이어지는 일본의 국도.
- 기타 도로
  - 426번 지방도: 강원특별자치도 인제군 서화면에서 고성군 죽왕면까지 이어지는 대한민국의 지방도.
  - 현도 제426호선

## 군사
- U-426(영어판, 독일어판): 제2차 세계 대전에 사용된 나치 독일의 군용 잠수함.

## 문화유산
- 대한민국의 보물 제426호: 예천 동본리 삼층석탑
- 대한민국의 사적 제426호: 고성 문암리 유적

## 방송
- KT HCN의 소상공인시장TV 채널 번호.

## 기타
- 날짜: 4월 26일
- 연도: 426년, 기원전 426년